# Caleb Ferguson
Caleb Paul Ferguson (Columbus, Ohio, 2 de julio de 1996), más conocido como Caleb Ferguson, es un jugador profesional estadounidense de béisbol que se desempeña en la posición de lanzador en Pittsburgh Pirates, equipo de las Grandes Ligas de Béisbol (MLB).

## Carrera
Ferguson hizo su debut en la MLB con el equipo Los Angeles Dodgers, en el cual jugó cinco temporadas (2018-2020, 2022-2023), después pasó a New York Yankees (2024), luego a Houston Astros (2024), posteriormente a Pittsburgh Pirates.